# Santa Vittoria d'Alba
Santa Vittoria d'Alba är en ort och kommun i provinsen Cuneo i regionen Piemonte i Italien. Kommunen hade 2 870 invånare (2018).